# Ted Gioia
Ted Gioia   (Palo Alto i Hawthorne, 21 d'octubre de 1957) és un crític de jazz i historiador de la música estatunidenc. És autor d'una dotzena de llibres, entre ells Music: A Subversive History (2019), The Jazz Standards: A Guide to the Repertoire (2012), The History of Jazz (2012) i Delta Blues (2008). També és músic de jazz i un dels fundadors del programa d'estudis de jazz de la Universitat Stanford.

## Biografia
Gioia va créixer en una llar italiano-mexicana a Hawthorne, i més endavant va graduar-se a la Universitat Stanford i a la Universitat d'Oxford, i va obtenir un MBA a la Stanford Graduate School of Business. Va treballar durant un temps com a assessor d'empreses de la llista Fortune 500, així com també a Boston Consulting Group i McKinsey & Company. Quan Gioia treballava a la comunitat de capital de risc de Silicon Valley a Sand Hill Road, era conegut com l'«home amb el piano a la seva oficina». Gioia també és propietari d'una de les col·leccions més grans de material d'investigació sobre jazz i música ètnica a la Costa Oest dels Estats Units.
L'any 2006, Gioia va ser el primer a exposar, en un article al Los Angeles Times, els fitxers de l'FBI sobre la icona de la música folk Alan Lomax. Va fundar jazz.com el desembre de 2007 i va ser-ne president i editor fins al 2010.
Gioia també és pianista i compositora de jazz. Ha produït enregistraments per a Bobby Hutcherson, John Handy i Buddy Montgomery. El 2021 Gioia va anunciar a Twitter la seva propera col·laboració amb Ted-Ed en una introducció animada sobre la història del jazz.